# Charków Pasażerski
Charkiw-Pasażyrśkyj (ukr. Харків-Пасажирський) – stacja kolejowa w Charkowie, w obwodzie charkowskim, na Ukrainie. Jest tu sześć peronów.
Jest jednym z ważniejszych węzłów transportowych wschodniej Ukrainy.

## Historia i architektura
Obecny budynek dworcowy wzniesiono w latach 50. XX wieku według projektu architektów H. Wołoszyna, B. Mezencewa i E. Łymarija w miejscu wcześniejszego budynku zrujnowanego podczas działań II wojny światowej. Fasada obiektu jest zdobiona naturalnym kamieniem, ceramiką, elementami z brązu i dekoracją malarsko-rzeźbiarską. 15 lipca 1968 od dworca rozpoczęto budowę charkowskiego metra. W latach 80. XX wieku do dworca przybudowano kompleks hotelowy, a po 1990 na pierwszym peronie posadowiono pomnik postaci literackiej ojca Fedora.

## Otoczenie
Przy dworcu znajdują się przystanki linii tramwajowych (1, 5, 6, 9, 12, 20), linii trolejbusowej (11), stacja metra, postój taksówek oraz główny urząd pocztowy (przykład radzieckiego konstruktywizmu).